# Frédéric Metthé
 (décembre 2015).
Frédéric Metthé (né à Saint-Jérôme le 24 octobre 1949) est un artiste multidisciplinaire québécois. 

## Biographie
Frédéric Metthé est né à Saint-Jérôme (Québec) en 1949.
Il consacre beaucoup de temps à ses trois passions : les arts visuels, la musique et l'écriture.[Interprétation personnelle ?] Vers l'âge de 17 ans il adapte le roman de Agatha Christie, Les Dix Petits Nègres, pour le théâtre.[réf. nécessaire]
En 1971 il publie aux Éditions Parti-Pris deux recueils de poésies : Le Bateau Ivre et  Ma Cage de Verre. En 1974, il fait une tournée en France et donne quelques concerts. À Saint-Quentin, il enregistre une émission pour l'O.R.T.F. À son retour sur Paris, il  présente trois manuscrits aux Éditions Saint-Germain des Prés. Les trois volumes sont réunis et publiés en 1976 sous le titre : Souche de bronze.
Dès la fin des années 1970 et durant toute la décennie suivante, Frédéric Metthé écrit ses œuvres pour piano : la Sonate  en sol mineur, les Préludes atonals, la Sonate pour Gabrielle en quatre Cahiers, intitulés Gabrielle, Implexe, Schiedam et Pluriel.
En 1983, Henry Mancini le met en rapport avec Richard Hazard de la Paramount Pictures, avec qui il partage le travail de quelques orchestrations pour son troisième album, intitulé Face qu'il produit et réalise avec la participation de 40 musiciens. Sur ce disque, il travaille également avec le compositeur français Jean-Michel Defaye que lui recommande Michel Legrand.
En 1984, il entreprend une tournée sur le territoire québécois. Il donne une quarantaine de concerts et se retire ensuite de la scène. Il se tourne vers la musique de cinéma et de la danse.
En 1986, il compose plusieurs musiques de ballet, commandées par le chorégraphe Eddy Toussaint et le Anna Wyman Dance Theater de Vancouver.
De 1987 à 1989, il est engagé comme directeur musical chez Cinéma Cinéma Films Corporation. En 1990 il coréalise, avec le compositeur-arrangeur (Petit) Pierre Laurendeau, le premier album de Sylvie Bernard, Marcher sur du verre. En 1991, il fonde sa compagnie de production musicale Frédéric Metthé International Inc. (F.M.I. Inc.). En 1993, il est boursier du Ministère de la Culture. Depuis 1987, il a signé la musique d'une douzaine de productions cinématographiques dont un film pour la série Les Grands Explorateurs du cinéaste Alain Saint-Hilaire et un court métrage signé Ismaël Auray.
En 2003, il enregistre, en quatuor de jazz avec Jean-François Gagnon à la trompette, Mathieu Gagné à la contrebasse et Bernard Riche à la batterie, son dernier album, Oz. 
Frédéric Metthé a composé plusieurs centaines d'œuvres pour piano et orchestre.    
Ses œuvres ont été exposées au Québec : Musée des beaux-arts de Mont-Saint-Hilaire, Musée de l'Hôtel-des-Postes de Victoriaville, musée Beaulne à Coaticook, maison Trestler à Vaudreuil-Dorion, Centre culturel Uplands à Sherbrooke, maison André-Benjamin-Papineau et la salle André-Mathieu à Laval.
De 2003 à 2014 il poursuit sa carrière comme peintre. En mai 2012, Yareah Magazine installé à New York lui a consacré un article sur son travail de peintre.
En février 2015, il est engagé comme cinéaste pour réaliser une série de documentaires sur le projet Être ici c'est... mettant en valeur la démarche citoyenne et identitaire des municipalités concernées. En novembre 2016, il termine le tournage d'un documentaire intitulé  Le cimetière oublié,. En décembre de la même année il publie la bande-annonce d'un documentaire intitulé Soliloque

## Livres de poésies
- Le Bateau ivre, Éditions Parti-Pris (Éditions de l'homme), 1971[1]
- Ma cage de verre, Éditions Parti-Pris (Éditions de l'homme), 1972[16]
- Souche de bronze, Éditions Saint-Germain-des-Prés (Paris), 1976[17]

## Quelques réalisations musicales
- 1985 : Face (FMD-103)[5].
- 1990 : Marcher sur du verre (CD1201)[18].Participation comme compositeur, coréalisation avec Pierre Laurendeau et direction musicale sur certaines pièces. Mettant en vedette la chanteuse Sylvie Bernard. Produit par les Disques Passeport Inc.
- 1996 : 44 octobre (FMCD-115)[19].
- 1998 : Puzzle (FMCD-116)[20],regroupant quelques musiques de productions cinématographiques.
- 2003 : Oz (FMCD-117)[21]. En quatuor de jazz.
- 1988 : Sérénité (FMCD-113)[22].
- 1987 : Aube (FMCD-108)[23]. Compilation regroupant des œuvres pour la plupart composées pour le cinéma et la télévision.
- 1987 : Équilibre (FMVD-109)[24]. Cet album regroupe des œuvres composées pour la télévision.
- 1989 : Harmonies du soir, vol.  1 (FMCD-111).
- 1989 : Harmonies du soir, vol.  2 (FMCD-112).

## Livre de musique
- Frédéric Metthé. Œuvres pour piano[4], publié en juin 2009, regroupe les œuvres importantes du répertoire pianistique du compositeur. On y retrouve la Sonate en sol mineur[25],la Sonate pour Gabrielle en 4 mouvements appelés : Cahiers, les Préludes atonals[26] et quelques Études.

## Musiques de film
- 1986 : Vol Libre de Louis Legault.
- 1986 : Source Créative de Florent Veilleux[27].
- 1988 : 5 courts métrages d'André Matteau.
- 1988 : Elle d'André Matteau[28].
- 1998 : De Terre-Neuve à Vancouver d'Alain Saint-Hilaire[29].

## Musiques de ballet
- 1986 : Tournée mondiale, Anna Wyman Dance Theatrer de Vancouver.
- 1988 : Ah chers couples, Les Ballets de Montréal sous la direction du chorégraphe Eddy Toussaint.

## Quelques expositions
- 2010 : Centre Culturel Uplands de Sherbrooke, Centre d'exposition Boréart de Granby, Maison de la culture de Warwick, Hôtel de ville de Victoriaville.
- 2011 : Musée de l'Hôtel des Postes de Victoriaville, Repérage Collection Loto-Québec, Espace Hortense de Saint-Camille.
- 2012 : Musée Baulne de Coaticook, La Maison Trestler de Vaudreuil-Dorion, Centre culturel Gérard-Dallaire de La Pocatière, Centre culturel Pauline-Julien de Trois-Rivières.
- 2013 : Musée des beaux-arts de Mont-Saint-Hilaire[30], Maison André-Benjamin-Papineau de Laval[31], Bibliothèque Alain-Grandbois de Saint-Augustin-de-Desmaures.
- 2014 : Galerie Fabienne Rhein de Montréal[32].
- 2015 : Salle André-Mathieu de Laval[33].

## Réalisations cinématographiques

### Documentaires
- 2015 : L'Extase[34], Être ici à Notre-Dame-de-Ham c'est[35], Être ici à Sainte-Clothilde-de-Horton c'est...[36]
- 2016 : Le cimetière oublié [37] Soliloque[38]Être ici à Victoriaville c'est.[39].
- 2017 : Être ici à Saint-Norbert-d'Arthabaska c'est..[40]. Être ici à Chesterville c'est...[41]Qui sauvera notre famille?[42]